# HD 54179
HD 54179，又名CD-50 2561，SAO 234907、HR 2687，是一颗恒星，视星等为6.46，位于銀經260.76，銀緯-18.47，其B1900.0坐标为赤經7h 2m 43.9s，赤緯-50° -18.47′ 28″。